# سیلگ
سیلگ (پارتی: Silag) یکی از دبیران شاهنشاهی ساسانی در سده سوم میلادی در زمان حکومت شاپور یکم بود.

## زندگی

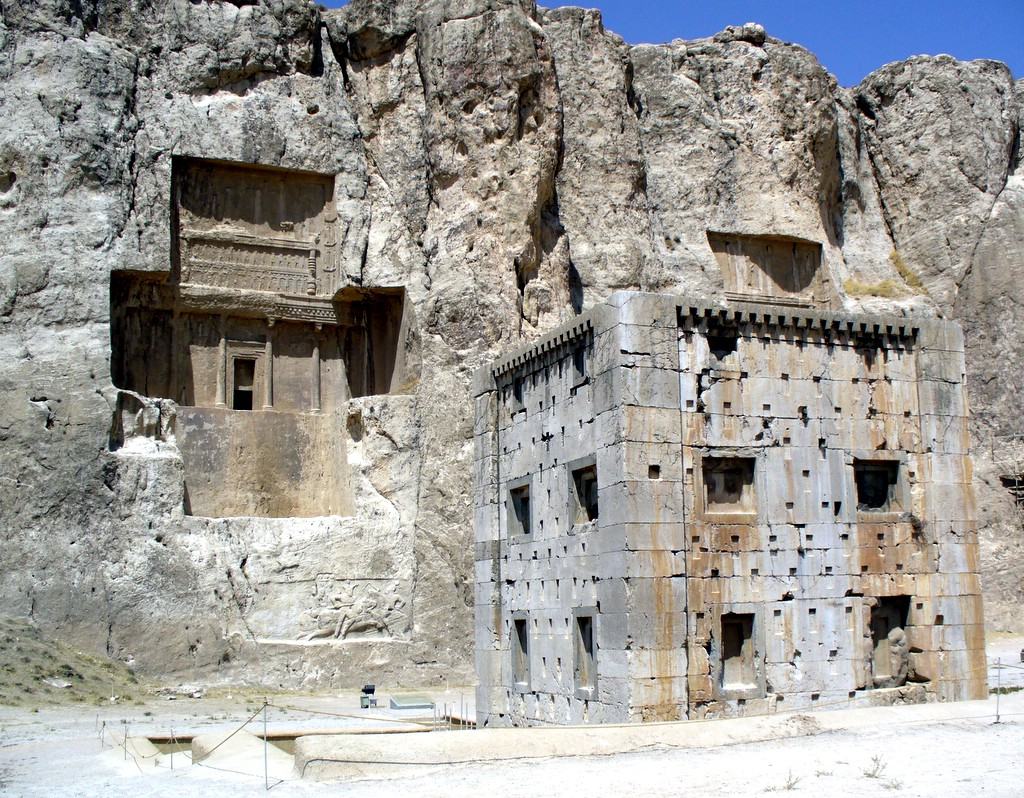
کعبه زرتشت، جایی که سنگ‌نوشته شاپور یکم حک شده‌است

از او در سنگ‌نوشته شاپور یکم بر کعبه زرتشت به عنوان پدر هرمز، نویسندهٔ سنگ‌نوشته از طرف شاهنشاه، یاد شده‌است. اطلاعات دیگری از زندگی او در دست نیست.